# Horace Gwynne
Horace Gwynne (n. 5 octombrie 1912, Toronto, Canada – d. 16 aprilie 2001, Toronto, Canada) a fost un boxer ce a reprezentat Canada, medaliat olimpic. A participat la o ediție a Jocurilor Olimpice (1932) în care a câștigat o medalie de aur.

## Participări
Lista de mai jos prezintă principalele competiții la care a participat Horace Gwynne de-a lungul carierei.
- boxing at the 1932 Summer Olympics – bantamweight[*]